# Damaraseeschwalbe
Die Damaraseeschwalbe (Sternula balaenarum) ist eine Seevogelart aus der Familie der Seeschwalben (Sternidae). Sie war ursprünglich Teil der Gattung Sterna, nach einer Revision der Seeschwalbenfamilie wurde sie 2005 in die Gattung Sternula transferiert. Das Artepitheton balaenarum (griechisch: φαλαινα (phalaina) für Wal) bezieht sich auf die Walvis Bay in Namibia, ehemals Damaraland.

## Merkmale
Die Damaraseeschwalbe erreicht eine Körperlänge von 23 cm, ein Flügelspanne von 51 cm und ein Gewicht von 46 g. Die Stirn, der leicht gebogene Schnabel und die Zügel sind schwarz. Der Mantel, die Oberseite, der Bürzel und der Oberschwanz sind hellgrau. Kehle und Unterseite sind grauweiß. Der Weißanteil setzt sich bis zum Nacken fort. Die Säume der äußeren Schwanzfedern sind weiß. Die Beine sind dunkel. Die nicht-brütenden Altvögel haben eine weiße Stirn und einen grau und schwarz gesprenkelten Oberkopf. Die juvenilen Vögel haben einen graubraunen Oberkopf, ein dunkles Band durch das Auge und über dem Nacken, graue Schwungfedern und braune Flügeldecken mit dunklen Säumen. Das erste Winterkleid ähnelt dem Gefieder der nicht-brütenden Altvögel. Die Handschwingen sind jedoch dunkler und der Armflügelvorderrand ist schwach ausgeprägt.

## Lautäußerungen
Der Ruf besteht aus einem scharfen, schrillen tsit tsit und einem rauen, schnellen kid-ick oder rrreekikkik.

## Verbreitung und Wanderungen
Das Brutgebiet erstreckt sich von Cabinda im nördlichen Angola, über das südliche Angola, entlang der Küste über Namibia bis in die Kapprovinz von Südafrika. Außerhalb der Brutsaison wandert die Damaraseeschwalbe nördlich bis Benin, Kamerun, Volksrepublik Kongo, Demokratische Republik Kongo, Elfenbeinküste, Gabun, Ghana, Liberia, Nigeria und Togo.

## Lebensraum
Die Damaraseeschwalbe brütet auf Kies sowie auf steinigen Ebenen und Dünen, bis zu drei Kilometer landeinwärts. Sie vermeidet Außenstrände, die häufig von Beutegreifern aufgesucht werden. Ihre Nahrung sucht sie in Küstengewässern von Buchten, Flussmündungen, Lagunen, Salinen und in der Brandungszone.

## Nahrungsverhalten
Die Nahrung besteht hauptsächlich aus kleinen Fischen und Tintenfischen. Während einer Studie über die Nahrung von Seeschwalbenjungen in Namibia, die im Jahr 2011 veröffentlicht wurde, waren Atherina breviceps, Liza richardsonii, Engraulis und Fische aus der Familie der Schleimfische (Blenniidae) die häufigsten Beutearten. Die Jungvögel fraßen Fische, die 1,5 bis 12 cm lang waren und ein Gewicht von 30 g hatten. Die Damaraseeschwalbe erspäht ihre Beute beim Rüttelflug und schnappt sie beim Eintauchen ins Wasser. Dieselbe Studie kam zu dem Ergebnis, dass die Damaraseeschwalbe die größten Jagderfolge bei Flut und die geringsten bei Ebbe hat. Die Jagderfolge wurden gesteigert, während die Gesamttauchrate mit zunehmender Windgeschwindigkeit sank.

## Fortpflanzungsverhalten
Die Brutzeit liegt zwischen Ende Oktober und Mitte November, jedoch kann es bis in den Februar hinein neue Gelege geben. Die Damaraseeschwalben bilden Gruppen von ein bis zehn Brutpaaren, gelegentlich bis zu 50. Die Nester sind in einem durchschnittlichen Abstand von 57 bis 185 m voneinander entfernt. Es wurde keine territoriale Beeinflussung beobachtet. Als Nistplatz werden vegetationslose Mulden mit verstreuten Muscheln und Steinen zwischen Dünen bevorzugt. Pro Mulde brütet nur ein Paar. Das Gelege besteht aus einem Ei, selten aus zwei.
Die Altvögel zeigen ein nur schwaches Angriffsverhalten gegenüber Eindringlingen. Die Brutzeit beträgt 18 bis 22 Tage. Das Küken ist an der Unterseite weiß und an der Oberseite rehbraun mit feinen schwarzen Sprenkeln. Es verlässt nach zwei Tagen das Nest und kauert bewegungslos am Boden. Nach 20 Tagen sind die Jungen flügge. Danach sind sie noch zwei bis fünf Monate von den Altvögeln abhängig. Im Alter von drei bis vier Jahren brütet die Damaraseeschwalbe zum ersten Mal.

## Status
Insgesamt sind 70 Brutkolonien im gesamten Brutgebiet bekannt, von denen 56 (mit 87 Prozent bis 93 Prozent der Brutpopulation) an der Küste vor der Namib zwischen den Flüssen Kunene und Oranje vorkommen. 65 bis 148 Paare brüten in der südlichen Kapprovinz in Südafrika. Die am weitesten im Osten vorkommende Subpopulation brütet an der Küste des Indischen Ozeans in der östlichen Kapprovinz und besteht aus 25 bis 29 Paaren, was auf eine kleine Bestandserhöhung während der 1990er Jahr zurückzuführen ist. Nördlich von Cabinda in Angola kommen weniger als 190 Brutpaare vor. In einer 2010 veröffentlichten Studie wurde der Bestand zwischen Tombua und der Mündung des Kunene in Angola auf 573 Individuen beziffert, mit einer Brutkolonie von sechs Paaren, die sich 30 km nördlich des Kunene befindet. Zwischen 2004 und 2015 stand die Damaraseeschwalbe auf der Vorwarnliste der IUCN (near threatened), wegen der moderat kleinen Population von 13.500 Individuen, die 1998 geschätzt wurden. Eine Zahl, die dennoch deutlich höher war, als bei früheren Bestandserhebungen. Eine neuere umfassendere Erhebung ergab eine Gesamtpopulation von weniger als 5730 Brutvögeln. Daher wurde der IUCN-Status im Jahr 2016 auf „gefährdet“ (vulnerable) geändert. Die Damaraseeschwalbe steht sowohl in Namibia als auch in Südafrika unter Naturschutz. Aber ein großer Teil ihrer Brutgebiete ist nicht geschützt und daher besonders anfällig für menschliche Störungen. Ein Sperrgebiet an der Diamantenküste zwischen Swakopmund und Oranjemund bietet zwar Schutz vor menschlichen Störungen, jedoch brüten nur wenige Paare in diesem Bereich. Der Diamantenabbau in der Nähe von den Brutgebieten kann auch diese gefährden. Eine Freisetzung von Sedimenten in die Nahrungsgründe als Folge des Diamantenabbaus wurde zwar nicht festgestellt, dennoch wurde dadurch der Fütterungserfolg in einer Kolonie von Damaraseeschalben in Elizabeth Bay in Süd-Namibia erheblich beeinträchtigt. Motorisierte Strandvehikel gefährden einige Kolonien, was zu einer niedrigen Reproduktionsrate führt. Die Küstenentwicklung verursacht ein Auslöschen von Kolonien. Anthropogene Aktivitäten an den Stränden können zu einer erhöhten Zunahme von Beutegreifern führen. So locken beispielsweise die Fischinnereien, die von den Fischern in den Brutgebieten entsorgt werden, Schabrackenschakale an, die Jagd auf die jungen Seeschwalben machen. Eine weitere Gefährdungsursache ergibt sich aus den Folgen des Klimawandels. Dazu gehören vermehrte Gezeiten-Überschwemmungen in den großen tiefliegenden Kolonien wie Hottentots Bay, der weltweit größten Brutkolonie, zunehmende Schwankungen der Nahrungsverfügbarkeit infolge des verringerten Auftriebs und einer erhöhten Oberflächentemperatur des Meeres. Ferner gibt es Berichte, dass die Damaraseeschwalbe in Angola und in westafrikanischen Ländern als Nahrungsquelle gefangen wird.
Im November 2000 konnte mit Hilfe von Informationstafeln und Barrieren die Störung der Brutkolonie am Caution Reef erfolgreich verhindert werden. Dies führte zu einer leichten Erhöhung der Nestdichte und ermöglichte einen Anstieg der Schlupfrate von 56 auf 80 Prozent. Das Verbot von Offroad-Fahrzeugen an den südafrikanischen Stränden im Jahr 2001 verringerte ebenfalls die Störungen entlang der Brutstrände und erhöhte den Bruterfolg. Ähnliche Trends gab es in Namibia, nachdem dort über zwei Brutperioden die Benutzung von Fahrzeugen am Strand ebenfalls eingeschränkt wurde.